# باسوو
باسوو (به فرانسوی: Bassoues) یک کمون (فرانسه) در فرانسه است که در canton of Montesquiou واقع شده‌است. باسوو ۳۲٫۲۹ کیلومتر مربع مساحت دارد ۲۲۰ متر بالاتر از سطح دریا واقع شده‌است.